# Anamylopsora
Anamylopsora är ett släkte av lavar. Anamylopsora ingår i familjen Anamylopsoraceae, ordningen Baeomycetales, klassen Lecanoromycetes, divisionen sporsäcksvampar och riket svampar.
| Anamylopsora | \| \| Anamylopsora pulcherrima \| \| \| \| |
|              | \| \| Anamylopsora pulcherrima \| \| \| \| |
|              | Anamylopsora pulcherrima                   |
|              |                                            |

|  | Anamylopsora pulcherrima |
|  |                          |